# Multa
La multa è una sanzione pecuniaria inflitta alternativamente come sanzione amministrativa o come sanzione penale.

## Nel mondo
In alcuni ordinamenti (come Spagna, Portogallo e altri paesi di lingua spagnola e portoghese) il termine designa la pena pecuniaria in generale.

### Italia
In Italia, la multa designa la pena pecuniaria per i delitti, in contrapposizione all'ammenda prevista per le contravvenzioni, sebbene nel linguaggio corrente venga impropriamente denominata multa qualsiasi sanzione pecuniaria, comprese le ammende e le sanzioni pecuniarie amministrative; queste ultime vengono inflitte da vari organi della pubblica amministrazione (e non, quindi, dall'Autorità giudiziaria) al trasgressore di norme che non prevedono una sanzione penale.
È contemplata dall'art. 17, primo comma del codice penale, mentre l'art. 24 precisa che consiste nel pagamento allo Stato di una somma non inferiore a euro 50, né superiore a euro 50 000 (questi importi, originariamente espressi in lire, sono stati convertiti in euro e più volte aggiornati nel tempo, da ultimo con la legge 15 luglio 2009, n. 94).
Per taluni delitti è prevista la sola pena della multa (in questo caso però il reato è stato depenalizzato dal D.Lgs. 15/01/2016, n. 8 e la multa è stata sostituita da una sanzione amministrativa pecuniaria compresa tra € 5 000 a € 50 000), per altre la multa si applica alternativamente o congiuntamente alla pena della reclusione (in questo caso il reato non è depenalizzato). Va poi tenuto presente che, secondo l'art. 53 della legge 24 novembre 1981, n. 689, la reclusione fino a sei mesi può essere sostituita dal giudice con la multa, salvo sussistano le cause ostative di cui all'art. 59 della stessa legge.
Il secondo comma dell'art. 24 c.p. stabilisce che, nell'ipotesi di delitti determinati da motivi di lucro, qualora la legge stabilisca soltanto la pena della reclusione, il giudice può aggiungere la multa da euro 50 a euro 25 000. Per lucro si deve intendere un vantaggio patrimoniale, proprio o altrui; tuttavia, è dubbio se la disposizione si applichi anche quando il motivo di lucro sia già elemento costitutivo della fattispecie di reato: la prevalente dottrina lo esclude, mentre la Corte di cassazione si è espressa affermativamente.
Secondo l'art. 133-bis c.p. il giudice, nella determinazione dell'ammontare della multa, deve tener conto anche delle condizioni economiche del reo. Può aumentare la multa stabilita dalla legge fino al triplo o diminuirla fino ad un terzo quando, per le condizioni economiche del reo, ritenga che la misura massima sia inefficace ovvero che la misura minima sia eccessivamente gravosa. Inoltre, secondo l'art. 133-ter c.p., può disporre, in relazione alle condizioni economiche del reo, che la multa venga pagata in rate mensili, in numero non inferiore a tre e non superiore a trenta, d'importo non inferiore a euro 15.
Secondo il testo originario dell'art. 136 c.p. la multa non pagata si convertiva nella reclusione; la norma, però, è stata annullata dalla Corte costituzionale con sentenza 21 novembre 1979, n. 131. Ora, secondo l'art. 102 della legge n. 689/1981, la multa non eseguita per insolvibilità del condannato si converte nella libertà controllata per un periodo massimo di un anno oppure, a richiesta del condannato, in lavoro sostitutivo. Il ragguaglio ha luogo calcolando un giorno di libertà controllata per ogni 38 euro o frazione di multa e un giorno di lavoro sostitutivo per ogni 25 euro o frazione di multa. Il condannato può sempre far cessare la pena sostitutiva pagando la multa, dedotta la somma corrispondente alla libertà controllata scontata o al lavoro sostitutivo prestato. L'art. 103 della legge n. 689/1981 aggiunge che la durata complessiva della libertà controllata non può, comunque, superare un anno e sei mesi e quella del lavoro sostitutivo i sessanta giorni. L'art. 108 della legge n. 689/1981 stabilisce, poi, che quando è violata anche solo una delle prescrizioni inerenti alla libertà controllata o al lavoro sostitutivo, la parte di pena non ancora eseguita si converte in un uguale periodo di reclusione. Infine, vanno ricordati gli articoli 196 e 197 c.p. che prevedono due casi in cui, in caso di insolvibilità del condannato, l'obbligazione civile per la multa grava su altra persona.
Le multe sono introitate dalla Cassa delle ammende, ente pubblico istituito presso il Dipartimento dell'Amministrazione Penitenziaria del Ministero della giustizia.